# Anaxyrus microscaphus
Anaxyrus microscaphus е вид жаба от семейство Крастави жаби (Bufonidae). Видът е незастрашен от изчезване.

## Разпространение
Разпространен е в САЩ.

## Описание
Популацията на вида е намаляваща.